# 天草市立久玉小学校
天草市立久玉小学校（あまくさしりつ くたましょうがっこう）は、熊本県天草市久玉町にあった小学校。

## 沿革
- 1872年（明治5年）- 第六大学区白川県第十六大区一〇小区天草郡第十八番中学区内小学自二五三番至二五八番連区設置
- 1874年（明治7年）- 久玉小学校創立
- 1875年（明治8年）- 山之浦区に分校設立
- 1876年（明治9年）- 公立久玉小学校と改称
- 1877年（明治10年）- 内之原区に分校設立
- 1886年（明治19年）- 尋常久玉小学校と改称
- 1902年（明治25年）- 久玉尋常小学校と改称
- 1905年（明治28年）- 大之浦区に分教場設置
- 1914年（明治37年）- 久玉尋常高等小学校と改称
- 1941年（昭和16年）4月1日 - 国民学校令により、久玉国民学校と改称
- 1947年（昭和22年）4月1日 - 学制改革により、久玉村立久玉小学校と改称
- 1949年（昭和24年）- 戸島分教場設立
- 1954年（昭和29年）- 牛深市立久玉小学校と改称
- 1955年（昭和30年）- 戸島分校廃校
- 1962年（昭和37年）- 山之浦分校、内之原分校が独立し、山之浦小学校、内之原小学校となる
- 1999年（平成11年）- 大之浦分校廃校
- 2005年（平成17年）- 山之浦小学校、内之原小学校を統合
- 2006年（平成18年）- 天草市立久玉小学校と改称
- 2017年（平成29年）- 天草市立深海小学校と統合し、天草市立牛深東小学校となる。

## 委員会
- 運営委員会
- 放送委員会
- 環境美化委員会
- 保健委員会
- 給食委員会
- 体育委員会
- 図書委員会

など。

## クラブ活動

### 運動部
- ソフトボール
- サッカー部
- バスケ部

### 文化部
- 器楽部

## 学校周辺
- 国道266号
- 久玉川
- 久玉出張所
- 熊本県立牛深高等学校